# Rodelen op de Olympische Jeugdwinterspelen 2012
Rodelen is een van de olympische sporten die beoefend werden tijdens de Olympische Jeugdwinterspelen 2012 in Innsbruck. De wedstrijden vonden plaats van 15 tot en met 17 januari op de bobslee-, rodel- en skeletonbaan in het nabijgelegen Igls. Er stonden vier onderdelen op het programma; de enkel rodel voor de jongens en meisjes, de dubbel rodel voor jongens en een gemengde teamwedstrijd.

## Deelnemers
De deelnemers moesten in 1994 of 1995 geboren zijn. Het aantal deelnemers werd door het IOC op maximaal twintig jongens en meisjes en vijftien dubbels en gesteld. Elk land mocht maximaal twee jongens enmeisjes en een dubbel inschrijven. Alle landen waarvan een enkelrodel, of een dubbelrodel, ten minste tien wereldbekerpunten had gescoord in het seizoen 2010/11 en in het seizoen 2011/12 tot en met 11 december, mochten in principe meedoen. Indien dit er meer waren dan het aantal beschikbare startplaatsen, dan werden de startplaatsen toegekend op basis van het hoogste aantal totaalpunten per enkelrodel (of dubbelrodel). Op basis van die ranglijst werden eventueel nog niet vergeven startplaatsen ingevuld. Het gastland had het recht op ten minste één startplaats op elk onderdeel. Indien er alsnog plaatsen over waren, kon de FIL extra startplaatsen voor andere onderdelen uitdelen mits het totaal aantal rodelaars niet boven de 70 uitkomt.

## Medailles
| Onderdeel            | Goud | Goud                                                | Zilver | Zilver                                                | Brons | Brons                                                                |
| -------------------- | ---- | --------------------------------------------------- | ------ | ----------------------------------------------------- | ----- | -------------------------------------------------------------------- |
| enkelrodel, jongens  | GER  | Christian Paffe                                     | LAT    | Riks Kristens Rozitis                                 | GER   | Toni Graefe                                                          |
| dubbelrodel, jongens | ITA  | Florian Gruber Simon Kainzwaldner                   | GER    | Tim Brendl Florian Funk                               | USA   | Ty Andersen Pat Edmunds                                              |
| enkelrodel, meisjes  | AUT  | Miriam-Stefanie Kastlunger                          | GER    | Saskia Langer                                         | LAT   | Ulla Zirne                                                           |
| gemengd team         | USA  | Summer Britcher Tucker West Ty Andersen Pat Edmunds | GER    | Saskia Langer Christian Paffe Tim Brendl Florian Funk | AUT   | Miriam-Stefanie Kastlunger Armin Frauscher Thomas Steu Lorenz Koller |

## Uitslagen
| #      | Naam                  | Land | Totaaltijd | +       | 1e run | 2e run |
| ------ | --------------------- | ---- | ---------- | ------- | ------ | ------ |
| Goud   | Christian Gaffe       | GER  | 1.19,603   |         | 39,737 | 39,866 |
| Zilver | Riks Kristens Rozitis | LAT  | 1.19,806   | + 0,203 | 39,838 | 39,968 |
| Brons  | Toni Graeffe          | GER  | 1.19,920   | + 0,317 | 39,982 | 39,938 |
| 04     | Anton Dukach          | UKR  | 1.19,942   | + 0,339 | 39,890 | 40,052 |
| 05     | Mitchel Malyk         | CAN  | 1.20,043   | + 0,440 | 40,096 | 39,947 |
| 06     | Rihards Lozbers       | LAT  | 1.20,113   | + 0,510 | 40,110 | 40,003 |
| 07     | John Fennell          | CAN  | 1.20,191   | + 0,588 | 40,162 | 40,029 |
| 08     | Christian Maag        | SUI  | 1.20,204   | + 0,601 | 40,130 | 40,074 |
| 09     | Armin Frauscher       | AUT  | 1.20,292   | + 0,689 | 40,093 | 40,199 |
| 10     | Simon Kainzwaldner    | ITA  | 1.20,326   | + 0,723 | 40,222 | 40,104 |

| #      | Naam                       | Land | Totaaltijd | +       | 1e run | 2e run |
| ------ | -------------------------- | ---- | ---------- | ------- | ------ | ------ |
| Goud   | Miriam-Stefanie Kastlunger | AUT  | 1.20,197   |         | 40,107 | 40,090 |
| Zilver | Saskia Langer              | GER  | 1.20,414   | + 0,217 | 40,056 | 40,358 |
| Brons  | Ulla Zirne                 | LAT  | 1.20,479   | + 0,282 | 40,184 | 40,295 |
| 04     | Nina Prock                 | AUT  | 1.20,599   | + 0,402 | 40,247 | 40,352 |
| 05     | Summer Britcher            | USA  | 1.20,630   | + 0,433 | 40,321 | 40,309 |
| 06     | Andrea Vötter              | ITA  | 1.20,745   | + 0,548 | 40,352 | 40,393 |
| 07     | Ekaterina Katnkova         | RUS  | 1.20,943   | + 0,746 | 40,441 | 40,502 |
| 08     | Gry Martine Mostue         | NOR  | 1.21,517   | + 1,320 | 40,757 | 40,760 |
| 09     | Olena Stetskiv             | UKR  | 1.21,637   | + 1,440 | 40,837 | 40,800 |
| 10     | Vendula Kotenova           | CZE  | 1.21,666   | + 1,469 | 40,809 | 40,857 |

### Jongens dubbel
De wedstrijd, waaraan elf duo's uit elf landen aan deelnamen, vond op maandag 16 januari plaats
| #      | Naam                                         | Land | Totaaltijd | +       | 1e run | 2e run |
| ------ | -------------------------------------------- | ---- | ---------- | ------- | ------ | ------ |
| Goud   | Florian Gruber Simon Kainzwaldner            | ITA  | 1.25,194   |         | 42,459 | 42,604 |
| Zilver | Tim Brendl Florian Funk                      | GER  | 1.25,358   | + 0,164 | 42,700 | 42,658 |
| Brons  | Ty Anderson Pat Edmunds                      | USA  | 1.25,766   | + 0,572 | 42,817 | 42,949 |
| 04     | Yury Kalinin Sergey Belyaev                  | RUS  | 1.25,946   | + 0,752 | 43,000 | 42,946 |
| 05     | Jozef Cikovsky Patrik Tomasko                | SVK  | 1.25,948   | + 0,754 | 42,930 | 43,018 |
| 06     | Thomas Steu Lorenz Koller                    | AUT  | 1.26,012   | + 0,818 | 43,013 | 42,999 |
| 07     | Kristens Putins Imants Marcinkevics          | LAT  | 1.26,400   | + 1.206 | 43,415 | 42,985 |
| 08     | Cosmin Eugen Atodiresei Stefan Musei         | ROU  | 1.27,102   | + 1,908 | 43,513 | 43,589 |
| 09     | Jakub Grzegorz Firlej Mateusz Robert Woznaik | POL  | 1.27,303   | + 2,109 | 43,498 | 43,805 |
| 10     | Stanislav Maltsev Oleg Faskhutdinov          | KAZ  | 1.27,458   | + 2,264 | 44,007 | 43,451 |
|        |                                              |      |            |         |        |        |
|        | Volodymyr Buryy Anatolii Lehedza             | UKR  |            |         | 44,028 | DNS    |

### Gemengd team
Bij het gemengd team werd een team samengesteld afkomstig uit één land dat bestond uit een jongen, een meisje en een dubbel. Landen die op die manier geen team konden samenstellen, konden met een ander land zonder team alsnog een team vormen.
De wedstrijd, waaraan elf nationale teams aan deelnamen, vond op dinsdag 17 januari plaats.
| #      | Team / teamleden                                                                                   | Tijd                          | +       |
| ------ | -------------------------------------------------------------------------------------------------- | ----------------------------- | ------- |
| Goud   | Verenigde Staten Summer Britcher Tucker West Ty Andersen / Pat Edmunds                             | 2.18,310 44,658 46,686 46,966 |         |
| Zilver | Duitsland Saskia Langer Christian Paffe Tim Brendl / Florian Funk                                  | 2.18,708 44,788 46,766 47,154 | + 0,398 |
| Brons  | Oostenrijk Miriam-Stefanie Kastlunger Armin Frauscher Thomas Steu / Lorenz Koller                  | 2.18,863 44,676 46,902 47,285 | + 0,553 |
| 04     | Rusland Victoria Demchenko Alexander Stepichev Yury Kalinin / Sergey Belyaev                       | 2.19,681 45,336 46,911 47,434 | + 1,371 |
| 05     | Italië Andrea Vötter Daniel Gatterer Florian Gruber / Simon Kainzwaldner                           | 2.19,857 44,932 47,943 46,982 | + 1,547 |
| 06     | Letland Ulla Zirne Riks Kristens Rozitis Kristens Putins / Imants Marcinkevic                      | 2.20,123 44,742 48,197 47,184 | + 1,813 |
| 07     | Oekraïne Olena Stetskiv Anton Dukach Volodymyr Buryy / Anatolii Lehedza                            | 2.20,189 45,556 46,852 47,781 | = 1,879 |
| 08     | Kazachstan Darya Kudryavtseva Sergey Korzhnev Stanislav Maltsev / Oleg Faskutdinov                 | 2.20,996 45,752 47,401 47,843 | + 2,686 |
| 09     | Slowakije Nikola Drajnova Jozef Petrulak Jozef Cikovsky / Patrik Tomasko                           | 2.21,276 45,969 47,911 47,396 | + 2,966 |
| 10     | Polen Natalia Magdalena Biesiadzka Jakub Kowalewski Jakub Grzegorz Firlej / Mateusz Robert Wozniak | 2.21,913 45,549 48,192 48,172 | + 3,603 |
| 11     | Roemenië Anamaria Loredana Sovaiala Daniel Viadut Popa Cosmin Eugen Atodiresei / Stefan Musei      | 2.23,311 45,821 49,340 48,150 | + 5,001 |

Alpineskiën · Biatlon · Bobsleeën · Curling · Freestyleskiën · IJshockey · Kunstrijden · Langlaufen · Noordse combinatie · Rodelen · Schaatsen · Schansspringen · Shorttrack · Skeleton · Snowboarden